# Oxynotus japonicus
Oxynotus japonicus är en hajart som beskrevs av Yano och Murofushi 1985. Oxynotus japonicus ingår i släktet Oxynotus och familjen trekantshajar. IUCN kategoriserar arten globalt som otillräckligt studerad. Inga underarter finns listade i Catalogue of Life.